# Nailly
Nailly ist eine französische Gemeinde mit 1.329 Einwohnern (Stand: 1. Januar 2022) im Département Yonne in der Region Bourgogne-Franche-Comté. Nailly gehört zum Arrondissement Sens und zum Kanton Gâtinais en Bourgogne (bis 2015: Kanton Sens-Ouest).

## Geographie
Nailly liegt etwa vier Kilometer nordwestlich des Stadtzentrums von Sens. Umgeben wird Nailly von den Nachbargemeinden Villeperrot im Norden, Villenavotte im Nordosten, Courtois-sur-Yonne im Osten, Saint-Martin-du-Tertre im Osten und Südosten, Paron im Südosten, Villeroy im Süden, Villebougis im Westen und Südwesten sowie Saint-Sérotin im Nordwesten.
Durch die Gemeinde führt die Autoroute A19.

## Bevölkerungsentwicklung
| Jahr                       | 1881 | 1962 | 1968 | 1975 | 1982 | 1990 | 1999 | 2006 | 2013 |
| Einwohner                  | 824  | 571  | 527  | 579  | 761  | 1008 | 1107 | 1157 | 1261 |
| Quellen: Cassini und INSEE |      |      |      |      |      |      |      |      |      |

## Sehenswürdigkeiten
- Kirche Saint-Pierre aus dem 13. Jahrhundert, Umbauten aus dem 15. Jahrhundert, Monument historique seit 1986
- Schloss Bois-le-Roi

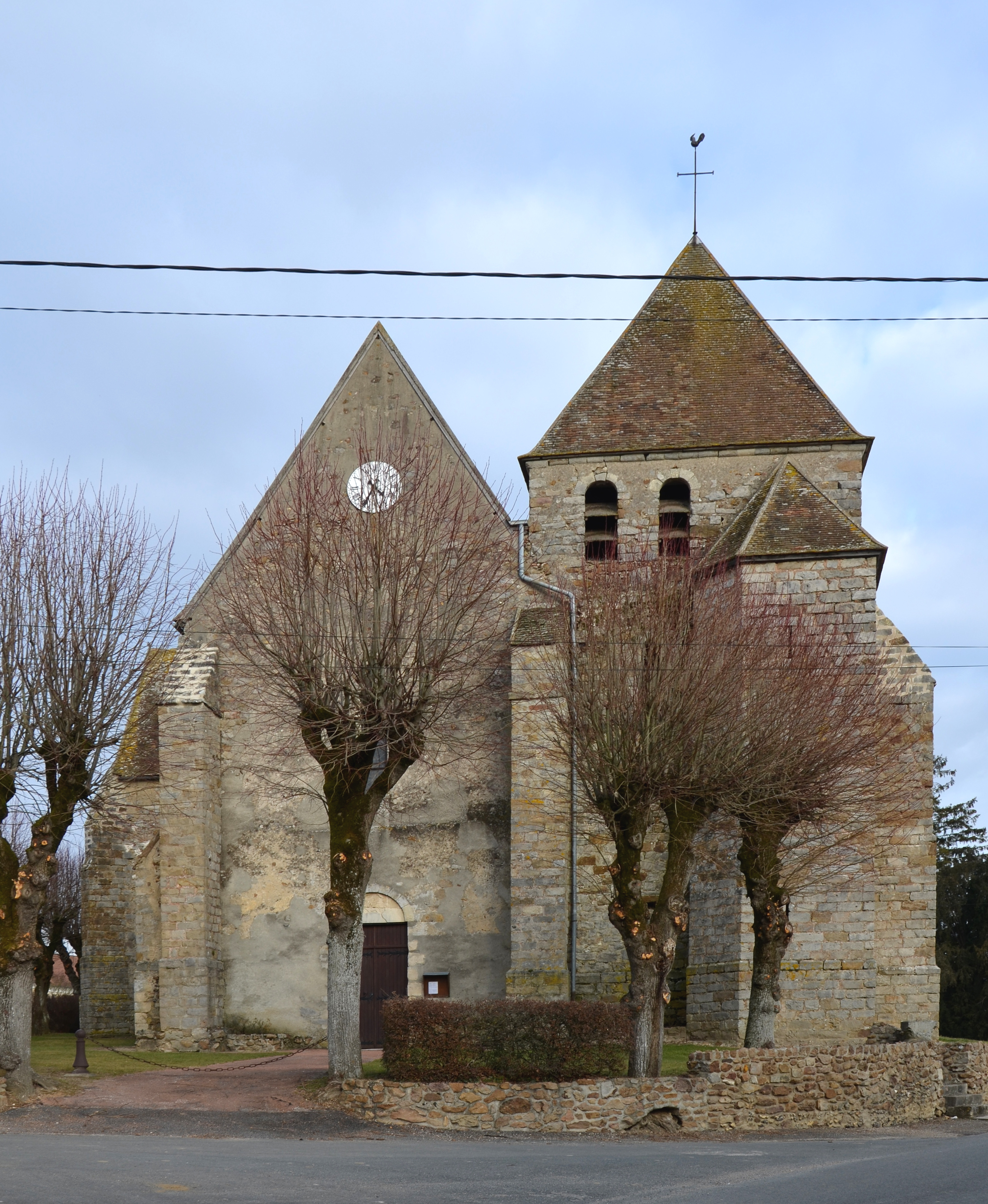
Kirche Saint-Pierre
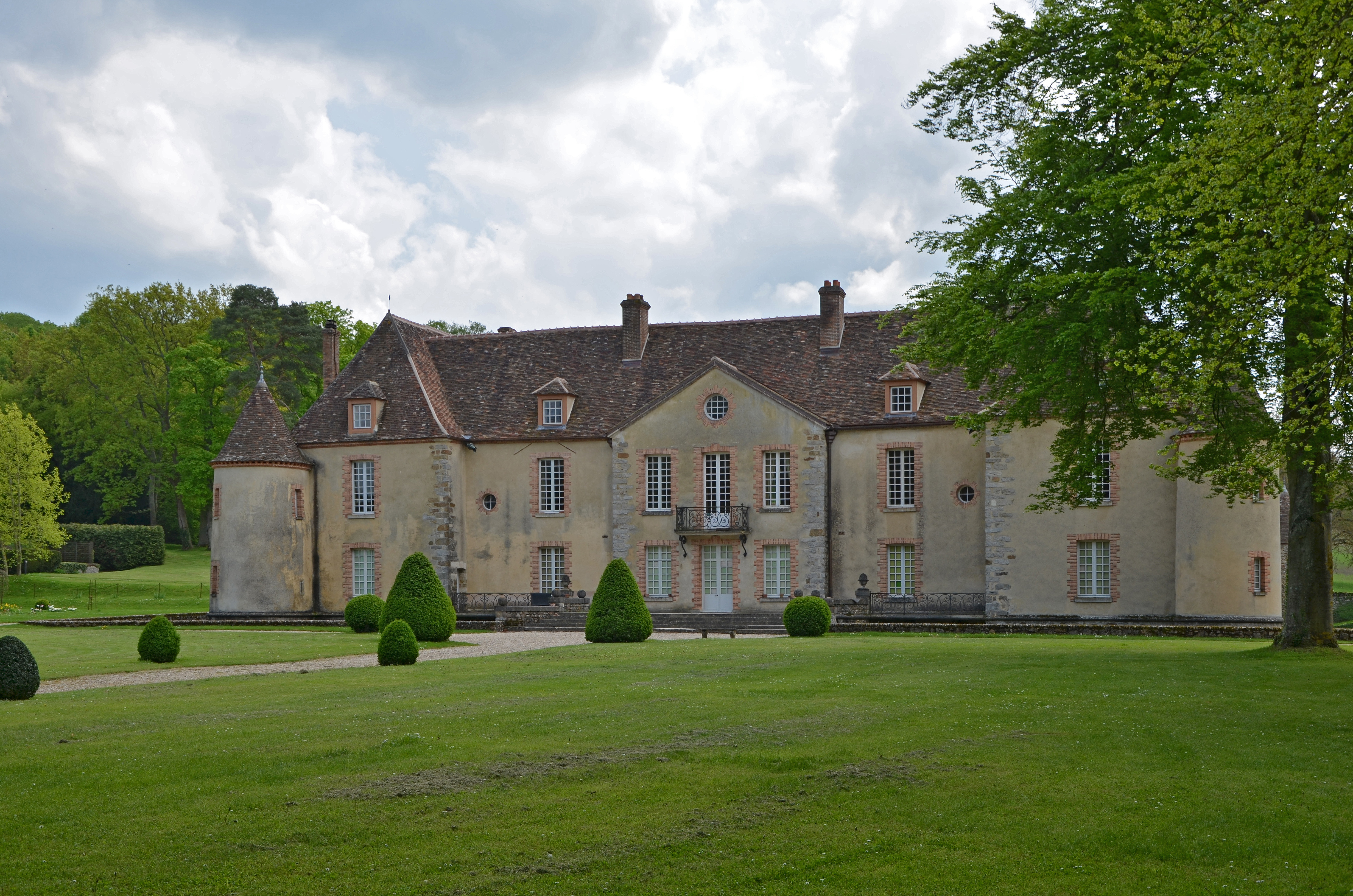
Schloss Bois-le-Roi